# Митенёв, Александр Александрович
Митенёв Александр Александрович (12.08.1981, Ленинград, СССР) — российский музыкант, бандонеонист.

## Биография
Пионер российской танго-эстрады, бандонеонист Александр Митенёв, родился в Санкт-Петербурге. Окончил Санкт-Петербургский государственный университет Культуры и Искусств по классам аккордеона (класс профессора, заслуженного деятеля искусств РФ Н. А. Кравцова) и оркестрового дирижирования (классы профессора, заслуженного деятеля искусств РФ Ю. А. Богданова и В. В. Савина)
Участник многих танго-проектов и фестивалей в России и за рубежом, среди которых «Танго Белых Ночей», «Tango Fest» (Швеция), «Doble Ocho» (Нидерланды), «Tango Argentino» (Германия), российская сценическая премьера опереты Астора Пьяццоллы «Maria De Buenos Aires» (Москва), «Опера Гала» (Россия, Санкт-Петербург) совместно с Анной Нетребко и Эрвином Шроттом. Обучается искусству игры на бандонеоне и композиции у маэстрос Виктора Виджены и Густаво Бейтельмана (Нидерланды).
Одним из первых Александр стал исполнять камерную музыку в транскрипции для бандонеона. Впервые им были исполнены сочинения русских композиторов М. Глинки, С. Рахманинова, П. Чайковского.
Александр Митенёв — создатель ансамбля ClubTango Orquesta (Grand Prix Европейского музыкального фестиваля в Бельгии, 2005) и победитель международного конкурса бандонеонистов в Клингенталь (Германия, 2008).

## Награды
- 34-й «Citta' di Castelfidardo» Международный конкурс исполнителей на аккордеоне и бандонеоне (Кастельфидардо, Италия, 2009) — Первая премия;
- 3-й «Libertango» Межд. конкурс исп. музыки Астора Пьяццоллы (Ланчано, Италия, 2009) — Первая премия;
- «46-й Internationale Akkordeonwettbewerb» Межд. конкурс исп. на бандонеоне (Клингенталь, Германия, 2009) — Первая премия;
- 53-й Европейский конкурс молодых музыкантов (Неерпельт, Бельгия, 2005) — Гран При;
- 29-й «Citta' di Castelfidardo» Межд. конкурс исп. на аккордеоне и бандонеоне (Кастельфидардо, Италия, 2004) — Гран При;
- Международный фестиваль им. П. И. Смирнова (Санкт-Петербург, 2002) — Первая премия;
- Международный конкурс «Надежды, Таланты, Мастера» (Добрич, Болгария, 2002) — Первая премия;
- 47-й Европейский конкурс молодых музыкантов (Неерпельт, Бельгия, 1999) — Первая премия;
- «Звезда Прометея» (1997);
- Международный конкурс «Балтика-Гармоника» (Санкт-Петербург, 1996) — Первая премия;

## Музыкальные проекты
- XVI Международный фестиваль «Музыкальный Олимп» (Санкт-Петербург, 2011);
- XX Пасхальный фестиваль (Санкт-Петербург, 2011);
- Международный фестиваль «Ночь Музыки» совместно с Анной Нетребко и Эрвином Шроттом (Санкт-Петербург, 2010);
- «PORUNACABEZA» Project совместно с Пабло Зингером (фортепиано, США) и Леонародо Гранадос (тенор, США) (Москва, 2010);
- Международный музыкальный танго-фестиваль «АсторФест» (Санкт-Петербург, 2010);
- 34-й «Citta' di Castelfidardo» Межд. конкурс исп. на аккордеоне и бандонеоне (Кастельфидардо, Италия, 2009);
- 3-й «Libertango» Межд. конкурс исп. музыки Астора Пьяццоллы (Ланчано, Италия, 2009);
- «АсторФест» Международный фестиваль музыки Астора Пьяццоллы (Киев, Украина, 2009);
- Международный танго фестиваль «Танго Белых Ночей» (Санкт-Петербург, 2009);
- Международный конкурс гитаристов «Odessa Guitar Land» (Одесса, Украина, 2009);
- 5-й Танго фестиваль «Doble Ocho» (Наймеген, Нидерланды);
- «46-й Internationale Akkordeonwettbewerb» Межд. конкурс исп. на бандонеоне (Клингенталь, Германия, 2009);
- 6-й Международный фестиваль «Виват, Аккордеон!» (Клайпеда, Литва, 2008);
- Концерт в Русско-Немецком Доме (Калининград, Россия, 2008);
- Концерты оркестра-типика «OTRA» (Роттердам, Нидерланды, 2007—2009);
- Международный танго фестиваль «Tango Argentino» с оркестром-типика «OTRA» (Вуперталь, Германия, 2007) ;
- Российская премьера оперетты Астора Пьяццоллы «Maria de Buenos Aires» совместно с Seattle «Chamber Players» (Москва, 2006);
- 53-й Европейский конкурс молодых музыкантов (Неерпельт, Бельгия, 2005);
- Фольклорный музыкальный фестиваль «VDF» (Рансатер, Швеция, 2004—2005);
- Международный танго фестиваль «Танго Белых Ночей» (Санкт-Петербург, 2004);
- Международный танго фестиваль «Невская Милонга» (Санкт-Петербург, 2005);
- Выпуск альбома «Утомлённые солнцем» (2005);
- «Sata-Hame Soi» Международный музыкальный фестиваль (Икаалинен, Финляндия, 2004—2005);
- 29-й «Citta' di Castelfidardo» Межд. конкурс исп. на аккордеоне (Кастельфидардо, Италия, 2004);
- Международный танго фестиваль «Танго Белых Ночей» (Санкт-Петербург, 2004);
- Выпуск альбома «Harmonica Forever!» совместно с оркестром «Гармоника» (Гатчина, 2004);
- Работа в гатчинской городской филармонии;